# Birgland
Birgland is een gemeente in de Duitse deelstaat Beieren, en maakt deel uit van het Landkreis Amberg-Sulzbach.
Birgland telt 1.784 inwoners.
Ammerthal ·
Auerbach i.d.OPf. ·
Birgland ·
Ebermannsdorf ·
Edelsfeld ·
Ensdorf ·
Etzelwang ·
Freihung ·
Freudenberg ·
Gebenbach ·
Hahnbach ·
Hirschau ·
Hirschbach ·
Hohenburg ·
Illschwang ·
Königstein ·
Kümmersbruck ·
Markt Kastl ·
Neukirchen b.Sulzbach-Rosenberg ·
Poppenricht ·
Rieden ·
Schmidmühlen ·
Schnaittenbach ·
Sulzbach-Rosenberg ·
Ursensollen ·
Vilseck ·
Weigendorf